# Rebecca Wilde

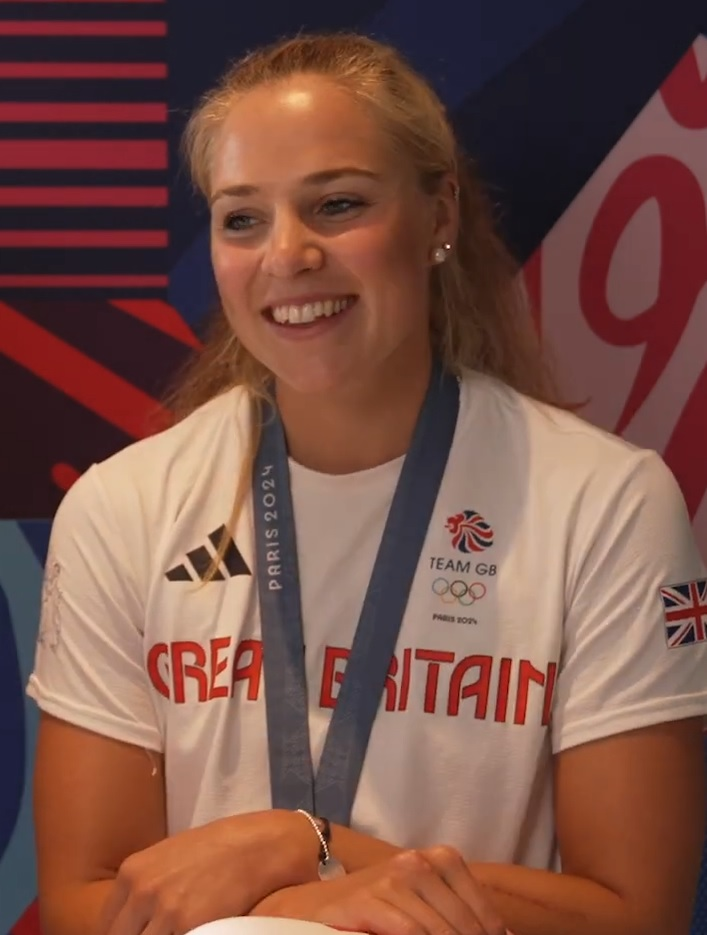
Rebecca Wilde bei den Olympischen Spielen 2024 in Paris.

Rebecca „Becky“ Wilde (* 31. Dezember 1997 in Taunton) ist eine britische Ruderin. 2024 gewann sie die olympische Bronzemedaille im Doppelzweier.

## Sportliche Karriere
Rebecca Wilde war in ihrer Jugend Schwimmerin und begann erst 2017 an der University of Bath mit dem Rudersport. Nach ihrer Graduierung in Sport und Sozialwissenschaft wechselte sie zum Leander Club.
Ihre internationale Ruderkarriere begann eigentlich erst 2024, als sie einen Doppelzweier zusammen mit Mathilda Hodgkins-Byrne bildete. Bei den Europameisterschaften 2024 in Szeged wurden die beiden Siebte unter acht Booten. Die beiden starteten auch bei der letzten Qualifikationsregatta für die Olympischen Spiele und erkämpften das Ticket mit einem zweiten Platz hinter dem tschechischen Doppelzweier. Bei den Olympischen Spielen in Paris traten 13 Doppelzweier an. Hodgkins-Byrne und Wilde erreichten das A-Finale und wurden Dritte hinter den Booten aus Neuseeland und aus Rumänien. Im Ziel hatten sie eine Sekunde Vorsprung vor den viertplatzierten Niederländerinnen.